# Anisodes irregularis
Anisodes irregularis là một loài bướm đêm trong họ Geometridae.